# 文森特·普莱斯
小文森特·伦纳德·普萊斯（英語： Vincent Leonard Price Jr.，1911年5月27日—1993年10月25日）是一名美國演員，雖然也出演其他種類的影片，但主要以他在恐怖片中扮演的角色為人銘記。他一生出演了超過100部電影，名列好莱坞星光大道。其時常主演改編自愛倫·坡之作品，如《陷阱與鐘擺 》（1961）、《烏鴉》（1963）、《利吉亞之墓》（1964）、《長方形箱子》（1969）等。
他也是一名藝術收藏家，曾撰寫藝術史類書籍。東洛杉磯學院的文森特·普萊斯美術館就是以他的名字命名的。此外，他還是一名美食家，曾出版過數本美食介紹書及食譜。

## 生平
小文森特·伦纳德·普萊斯出生於密蘇里州圣路易斯，是美國糖果公司（National Candy Company）總裁文森特·伦纳德·普萊斯和瑪格麗特·科布（Marguerite Cobb）的幺子，祖父文森特·克拉倫斯·普萊斯（Vincent Clarence Price）曾發明過“普萊斯博士發酵粉”（Dr. Price's Baking Powder），賺了不少錢。
他曾在聖路易斯日間學校（St. Louis Country Day School）和米爾福德學院讀書。後來就讀耶魯大學，主修英語文學，輔修藝術史，1933年畢業。期間他曾為耶魯大學的校內雜誌《The Yale Record》工作。教過一年書後，他就讀科陶德藝術學院，他本來打算學習美術，但最後選擇了戲劇，1934年就登台演出，1935年在水星剧院正式出道。
1936年，他在勞倫斯·豪斯曼的劇作《維多利亞女王》（Victoria Regina）中飾演阿爾伯特親王。1938年涉足電影界，參演《Service de Luxe》，1944年出演《羅娜秘記》之後成名。
他出演的第一部恐怖片是1939年的《倫敦塔》。1960年代，他開始和羅傑·科爾曼合作，出演了許多低成本恐怖片，獲得了很大的成功。
1970年代早期，他曾主持BBC的恐怖廣播節目《The Price of Fear》，後來又參演了不少電視劇。

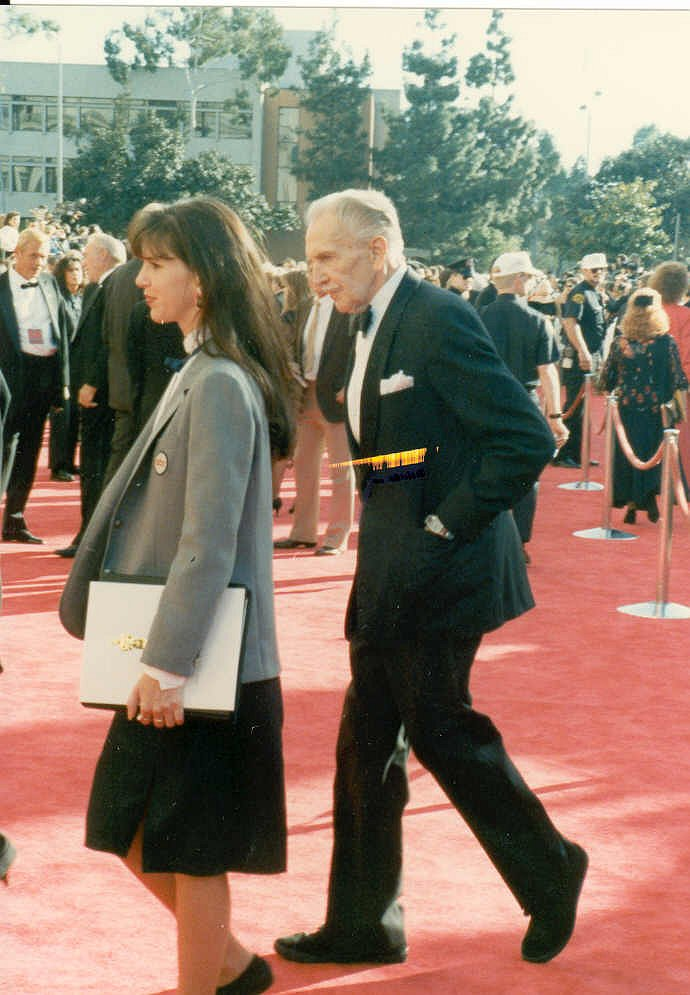
1989年奧斯卡頒獎典禮上的普萊斯

他憑藉《八月的鲸鱼》（1987）獲得獨立精神獎最佳配角獎提名，這是他一生得到的唯一一次電影獎提名。他參演的最後一部重要電影作品是《剪刀手愛德華》（1990），期間因肺氣腫而不得不削減出場時間。後來在拍攝電視劇《Mystery!》期間，他病情惡化，最終因此息影。1993年10月25日，他因肺癌在UCLA醫學中心去世。

## 藝術
1957年，他和妻子瑪麗·格蘭特捐出90件藏品建立了文森特·普萊斯美術館，後來又陸續捐出約兩千件。
他也是西尔斯百货的藝術顧問，1962年至1971年間，西爾斯百貨曾以“文森特·普萊斯美術藏品”（Vincent Price Collection of Fine Art）的名義銷售過約五萬件複印的名人畫作。

## 外部連接
- Vincent Price Official Website （页面存档备份，存于）
- 在AllMovie上文森特·普莱斯的頁面（英文）
- 文森特·普莱斯在互联网电影资料库（IMDb）上的資料（英文）
- TCM电影资料库上Vincent Price的资料（英文）
- 文森特·普莱斯在时光网上的簡介（简体中文）
- 文森特·普莱斯在豆瓣上的资料（简体中文）
- Vincent Price Gallery （页面存档备份，存于）
- St. Louis Walk of Fame
- Vincent Price Papers catalog （页面存档备份，存于）
- Vincent Price （页面存档备份，存于） at Virtual History
- Cooking with Vincent, A Treasury Of Great Recipes